# George-Daniel de Monfreid
Pour les articles homonymes, voir Monfreid.
George-Daniel de Monfreid né à New York le 14 mars 1856 et mort à Corneilla-de-Conflent le 26 novembre 1929 est un peintre, sculpteur, graveur, céramiste et maître-verrier français.
Ami et confident de Paul Gauguin, il est le père de l'écrivain Henry de Monfreid.

## Biographie

### Naissance
Le lieu, la date et le nom du père de George Daniel de Monfreid restent un mystère. Son existence n'est connue que par une note du consulat général des États-Unis à Paris, datée de 21 ans après sa naissance supposée, indiquant : « George de Monfreid, citoyen américain est né à New York le 14 mars 1856 et est le fils légitime de Charles de Monfreid décédé en mer en 1859 et de Marguerite Barrière, femme de Monfreid, résident à New York, son épouse légitime. » 
Une belle histoire, si ce n’est que Marguerite Barrière était déjà mariée à François Jacoby (23 mai 1841 à Toulouse), que l’on n’a jamais trouvé de trace de Marguerite Barrière à New York et que l’on ne connaît pas non plus de Charles de Monfreid. Ni sa mère, ni son fils n’ont expliqué cette naissance. D’aucuns, dont son fils Henry, prétendent qu’il était le fils du joaillier américain Gideon Reed, un proche des Monfreid. D’autres supposent que le joaillier servait de protecteur pour un personnage suffisamment important pour remuer le consul général des États-Unis à Paris et donner un certificat de naissance et la nationalité américaine à l'enfant.

### Académie Julian et Académie Colarossi
George-Daniel de Monfreid rentre à l'Académie Julian à Paris en 1876 et y côtoie des peintres tels Maurice Denis, Ker-Xavier Roussel ou Édouard Vuillard. Son premier portrait connu d’un Homme d’âge mûr est signé Monfreid et daté mai 1876. Il reste très classique dans sa conception. L’année suivante, il présente au Salon des artistes français un paysage dénommé Soir dans les gorges d’Apremont, forêt de Fontainebleau (localisation inconnue). Monfreid rejoint l’Académie Colarossi vers 1886.

### La Franqui, Amélie, la voile
En 1876, sa mère le trouvant faible pense qu’une cure en bord de mer s'avère indispensable. Mère et fils partent pour La Franqui, une station balnéaire à côté de Narbonne. Là, il rencontre la fille des propriétaires de l’hôtellerie, Amélie Bertrand, qu’il épouse un an plus tard à Paris. Le 14 novembre 1879, leur fils Henry de Monfreid naît à Leucate.
À La Franqui, George-Daniel de Monfreid s’enthousiasme pour la voile et achète un petit cotre, Le Follet avec lequel il fait des croisières sur la Costa Brava. De ces croisières, il ramène des toiles dont une Vue de San Feliu de Guixols datée de 1881. Il narre ses aventures maritimes dans une dizaine d’articles, écrits avec humour et illustrés de gravures, pour la revue Le Yacht entre 1881 et 1884. Fin 1885, il abandonne la voile.

### Rencontre avec Maillol, les grandes peintures
En 1886, Monfreid peint des Meules de Foin et rencontre Aristide Maillol à Paris. Les deux hommes s’entendent et l’été suivant, Maillol vient chez les Monfreid à La Franqui. Ils parcourent le plateau rocheux de Leucate et peignent en s’influençant. Même lumière éblouissante, même soin dans le détail des pierres, mêmes ciels d’un bleu clair. George signe pour la première fois ses toiles du nom de Daniel, son nom d’artiste. Durant le même été, il part en Cerdagne et peint quelques toiles dont Le Chemin montant (1887) et L’Église d’Angoustrine (1887) ou le Portrait d’Amélie Bertrand (1888). Il se concentre sur des études sur la lumière et les parties ensoleillées et les ombres comme le lui avaient enseignés ses camarades du café Guerbois. Les ombres ne sont, en effet, pas sombres mais ont leurs propres couleurs dans les mauves et les bleus.
En 1888 et 1889, il poursuit ses études sur la lumière et, en suivant les leçons de Signac et Seurat se lance dans la division des couleurs, comme dans les Meules de foin à Saint-Clément (1889), la Cabane sur la falaise de La Franqui (1889) ou l’Autoportrait à la veste blanche (1889). L'année 1889 marque la fin de l’idylle avec Amélie quand Monfreid se lie à son nouveau modèle, Annette Belfis dont il fait un Nu de dos (1889) en division des couleurs.

### Rencontre avec Gauguin, l’exposition auCafé des Arts, le synthétisme
Parmi ses camarades d’atelier de chez Colarossi, il y avait Émile Schuffenecker qui le présente à Paul Gauguin en novembre 1887. Rapidement, Gauguin et Monfreid s’apprécient. Monfreid mentionne plus tard : « Quand je vis Gauguin pour la première fois, je fus fortement déconcerté par les données d’art émanant de ses œuvres aussi bien que des conversations de cet homme extraordinaire… En lui tout de suite on sentait le Maître ». En 1889, Monfreid est invité par Gauguin et ses amis à exposer au Café des Arts en face de l’entrée de l’Exposition universelle. Sa peinture, en particulier son Autoportrait à la veste blanche (Paris, collection particulière), attire la critique qui voit en lui un espoir de la jeune peinture. Gauguin n’aime pas la division des couleurs, n’y voyant qu’un procédé technique. Il convertit Monfreid qui, parti peindre en Lozère, l’applique à ses tableaux dont le Paysage de Lozère (Vareilles) (1891).

### Annette et la bohème parisienne, le symbolisme, les vitraux
Monfreid, en dispute avec sa mère qui ne veut pas voir sa nouvelle compagne, déprime après le départ de Gauguin pour Tahiti. Les sujets religieux l’attirent, comme le portrait d’Annette en La Madeleine de 1891. En même temps, ayant besoin d’argent — son premier carnet de 1892 est rempli de petits comptes —, il se rapproche d’un maître verrier du nom de Tournel. Vêtu d’un bourgeron bleu comme les artisans, il prépare des cartons pour la restauration de vitraux d’églises comme ceux de la chapelle des capucins à Mantes-la-Jolie.

### Correspondant et confident de Gauguin
Gauguin part pour Tahiti et lui demande d’être son correspondant, lui donnant une procuration pour gérer ses affaires en France. À partir de 1891, chaque bateau partant ou revenant de Polynésie transporte des lettres des deux amis. Dans ces lettres, ils échangent leurs récriminations sur les acheteurs qui n’achètent pas et la misère qui s’ensuit. Ils s’épanchent aussi sur leurs situations personnelles et intimes, Gauguin donnant à Monfreid des conseils de morale que lui-même était loin de suivre. Gauguin illustre aussi ses lettres de croquis de tableaux, comme il le fait pour Te Arii Vahine (1896) ou pour le triptyque D'où venons-nous ? Que sommes-nous ? Où allons-nous ? (1898). George Daniel fait ce qu’il peut pour vendre les tableaux de son ami, mais peine.

### LeCalvaire
Toujours dépressif, George Daniel imagine en 1897 de modeler un calvaire monumental. Il le fait par morceaux, le Christ en croix avec lui comme modèle, Marie et Marie Madeleine sous les traits d’Annette. Il en tire des éléments comme une Mater Dolorosa (1897) peinte, puis abandonne ce chantier. Ce n’est que 40 ans plus tard avec l’aide d'Aristide Maillol — qui en fit un montage en plâtre — que ce Calvaire est présenté au public lors d’une exposition à Paris à la galerie Charpentier en 1938. Depuis, ce Calvaire a été repris en terre cuite par Malais du Carroy et est conservé dans la chapelle de Vernet-les-Bains (Pyrénées-Orientales).

### Henry, l’enfant rebelle
À la suite de sa séparation avec Amélie, Henry reste dans la Midi avec sa mère et fait des études au lycée de Carcassonne. Il revoit son père au moment de passer son baccalauréat en 1896. Henry étant reçu, ils partent dans les Pyrénées catalanes pour une longue virée à vélo. Durant ce voyage épique, père et fils rivalisent en exploits sportifs et rencontres avec la population. Cette brève et chaleureuse retrouvaille se termine quand Henry se fait renvoyer de sa classe de préparation à Centrale et se met en ménage avec Lucie Dauvergne, dont il reconnaît le premier enfant et avec qui il en a un deuxième. Lucie n’est pas la bienvenue chez George-Daniel de Monfreid et Annette.

### Rencontre avec Fayet
En mai 1900, Monfreid est invité à une exposition de peinture à Béziers. Il y rencontre un gros succès dans la presse et vend pour la première fois sa peinture. Parmi les acheteurs se trouve Gustave Fayet, un riche propriétaire biterrois avec qui il sympathise tout de suite. Après une excursion picturale à Mont-Louis, il fait le Portrait de Madame Fayet (1902) et invite Fayet dans son atelier parisien rue Liancourt. Il lui montre sa collection de tableaux de Gauguin et Fayet s’enthousiasme. C'est le début d’une importante collection d'œuvres de Gauguin par Fayet.

### Cercle des peintres roussillonnais
La santé de sa mère déclinant, George-Daniel de Monfreid et Annette s’installent au château de Saint-Clément à Corneilla-de-Conflent. La vieille maison devient alors le lieu de rencontre de tout un groupe d’artistes roussillonnais (dont Louis Bausil, Aristide Maillol, Eugène Terrus et Gustave Violet) et de leurs supports, le banquier de Perpignan, Fernand Dumas et Gustave Fayet. Des expositions ont lieu à Perpignan avec succès. En 1905, le groupe expose à Barcelone. Des journalistes et intellectuels catalans voient dans ces manifestations l’émergence d’une école de peinture roussillonnaise dont George Daniel est l’un des patrons. La gloire picturale reste cependant l'attribut de Paris et chacun des participants de ce groupe, dont Monfreid, s’y essaye.

### Décès de Gauguin, l’exécuteur testamentaire
Gauguin meurt aux îles Marquises le 9 mai 1903 et George-Daniel de Monfreid en est informé le 23 août 1903 par une lettre administrative du gouverneur par intérim de ces îles. Immédiatement, il fait imprimer un faire part de décès qu’il envoie à ses amis et au monde artistique. Monfreid étant son ami le plus proche, devient  l'exécuteur testamentaire de Paul Gauguin. Peu convaincu par les raisons données à son décès, il mène son enquête et découvre le mépris entourant « le Maître » et sa succession à Tahiti. Il récupère, pour la famille, les produits des ventes chez les marchands et les biens non vendus.
Avec Gustave Fayet, il organise une rétrospective des œuvres de Gauguin au Salon d'automne de 1906. Enfin, toujours avec Gustave Fayet et avec le comte Kessler, il commandite une première biographie du peintre à un de ses amis, Jean de Rotonchamp. Il veut poursuivre son travail par la publication du manuscrit de Noa Noa. Il se heurte alors à la famille, qui veut récupérer le manuscrit, et à un poète symboliste, Charles Morice qui, l’ayant révisé, réclame sa part de droits d’auteur et son nom en tant que co-auteur. Ce n’est que 23 ans de chicaneries plus tard que l’édition de luxe, suivi d’une édition courante, paraissent.

### Rencontre avec Victor Segalen
Dans sa recherche sur les circonstances du décès de Gauguin, Monfreid est contacté par un médecin de marine, Victor Segalen. Ce dernier avait été recueillir les derniers éléments (peintures, sculptures, écrits) de Gauguin aux Marquises. Il veut en savoir plus sur l’artiste et rencontre Monfreid à son retour en France. Rapidement, leurs relations deviennent chaleureuses. Monfreid fait le Portrait de Victor Segalen (1909) et de son épouse. Une collaboration s’établit alors entre les deux hommes pour l’illustration des œuvres littéraires de Segalen, Monfreid préparant des sculptures sur bois pour cela. Il prépare une couverture pour Les Immémoriaux, un récit épique sur l’ancienne religion tahitienne ou encore pour René Leys, un roman sur la vie d’un jeune Européen à la cour de Pékin.

### Armgart et mariage d’Henry
En 1910, par l’intermédiaire d’une collègue de l’Académie Colarossi, Monfreid rencontre une jeune étudiante en peinture allemande du nom d’Armgart Freudenfeld. Tout de suite, ils sympathisent. Celle-ci est invitée durant l’été à Saint-Clément et y rencontre son fils Henry, qui arrive abattu par la fièvre de Malte. Elle suit sa maladie jusqu’au diagnostic et repart pour ses études d’art en Angleterre. Henry part de son côté pour l’Afrique, mais leurs relations se poursuivent de façon épistolaire. Ce n’est qu’au retour d’Henry en France, en 1913, que George-Daniel apprend le projet mariage d’Henry et Armgart et qu’il organise ce dernier à Saint-Clément.

### Première Guerre mondiale, mariage d’Agnès
En août 1914, la guerre est déclarée entre la France et l’Allemagne. George-Daniel de Monfreid s’occupe d’Armgart, restée en France, et de sa petite-fille Gisèle de Monfreid qui vient de naître. Henry, reparti pour l’Afrique, développe un commerce d’arme à la limite de la légalité, ce qui l’amène en prison. George-Daniel se démène alors auprès de son ami Victor Dalbiez, député des Pyrénées-Orientales, pour le faire libérer, ce qui est fait trois mois plus tard. George-Daniel se dévoue alors pour un hôpital militaire, proche de son domicile rue Liancourt à Paris, transportant médecins, blessés et seringues à stériliser, jusqu’à ce que son tacot tombe en panne. Il se retire alors à Saint-Clément, où une idylle se développa entre sa fille Agnès et un jeune médecin militaire biterrois, Louis Huc. À la fin de la guerre, deux mois avant l’armistice, Agnès et Louis se marient à l'église anglicane Saint-Georges de Vernet-les-Bains.

### Voyage dans la corne de l’Afrique
Agnès mariée, George-Daniel de Monfreid ne rêva plus que d’une chose : partir pour la Corne de l'Afrique pour retrouver Henry, Armgart et leurs trois enfants. L’occasion se présente en 1923. Embarqué avec Henry sur un bateau des Messageries maritimes, il vient dans les lieux de vie de la jeune famille, Djibouti, Obock et Harrar en Abyssinie. Enthousiaste, dans ces nouveaux lieux, il peint quelques toiles, comme La petite Coloniale (1923), un portrait de sa petite-fille Gisèle, un paysage d’Abyssinie, Paysage d’Itsi-Kantiké (1923), ou exécute une gravure de La Mosquée d’Hamoudi (1923) à Djibouti. Trois mois plus tard, il repart avec Gisèle qu’il veut faire éduquer en France.

### Mort à Corneilla-de-Conflent
Ses dernières années se passent au château de Saint-Clément à Corneilla de Conflent avec, suivant son habitude, de fréquents voyages à Paris pour voir sa jeune famille et participer aux divers Salons d'automne. Il arrive à terminer la publication de Noa Noa,. Il peint quelques paysages, dont le Portail de Saint-Clément (1927) et présente au Salon d'automne de 1928 les toiles Mère et fille et Portrait.
Il meurt au château de Saint-Clément à Corneilla de Conflent le 26 novembre 1929.

Œuvres de George-Daniel de Monfreid
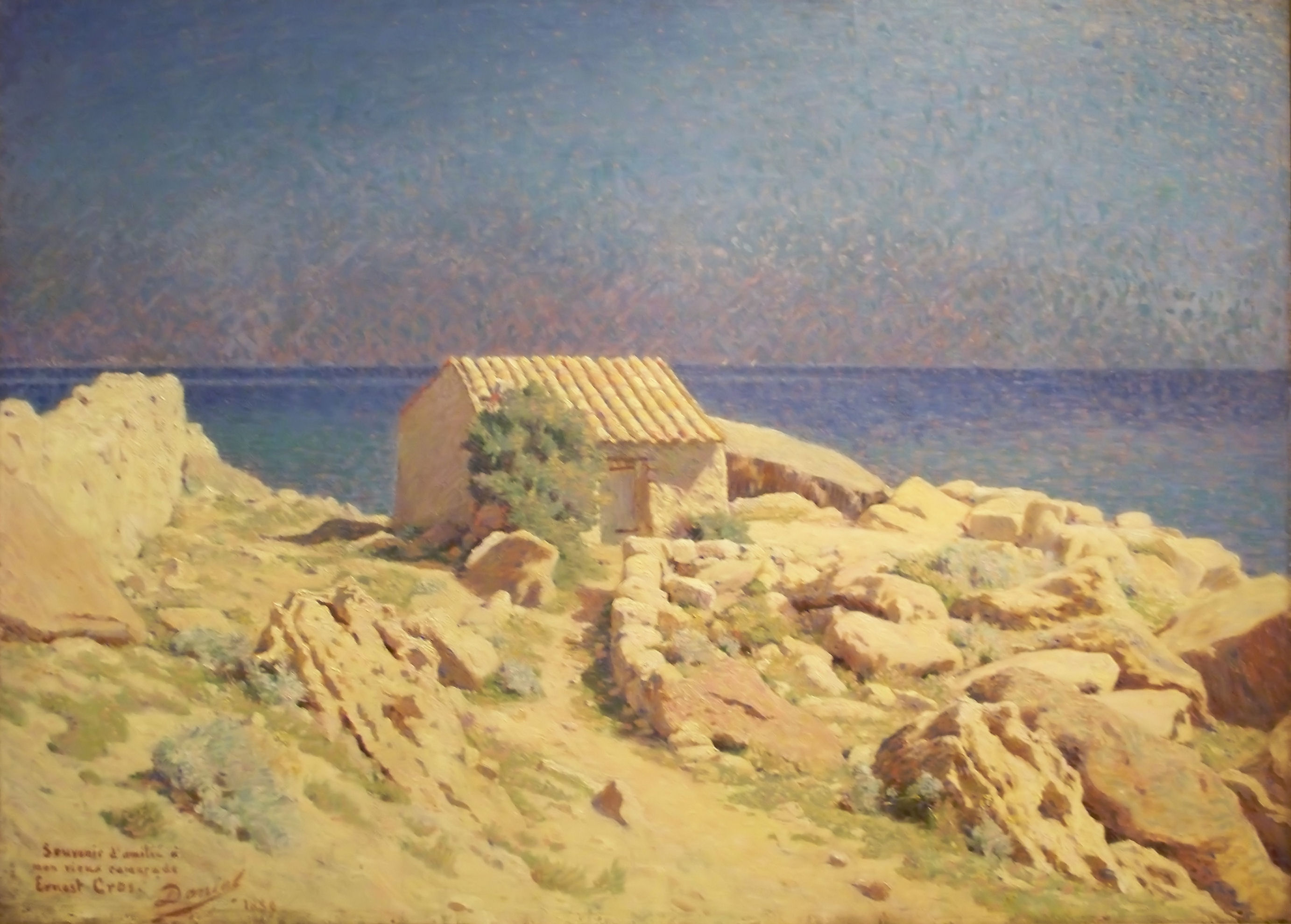
Paysage du Roussillon (1889), musée d'Art d'Indianapolis.
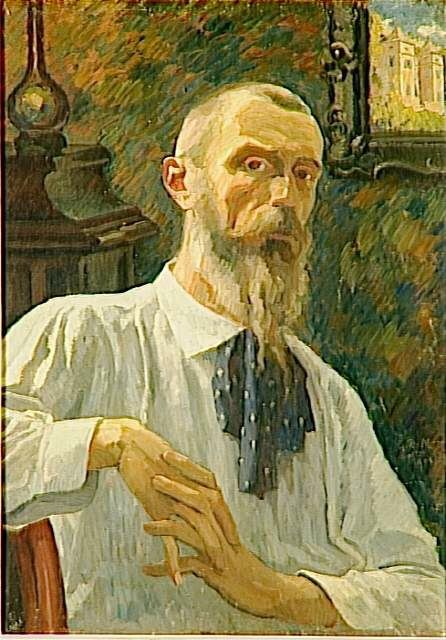
Homme à la chemise bleue ou Portrait de l'artiste (1901), huile sur carton, Paris, musée d'Orsay.
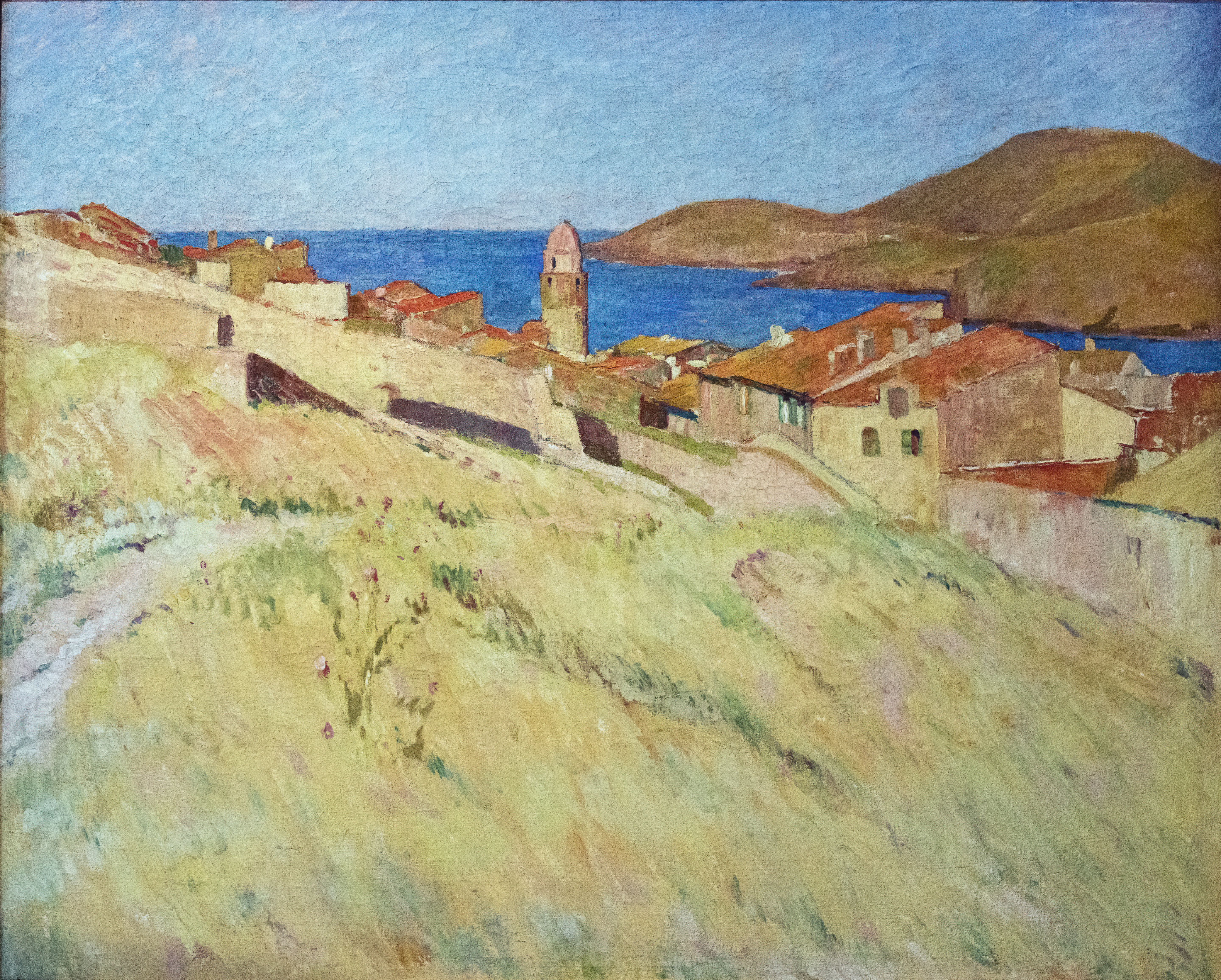
Paysage de Collioure, Albi, musée Toulouse-Lautrec.
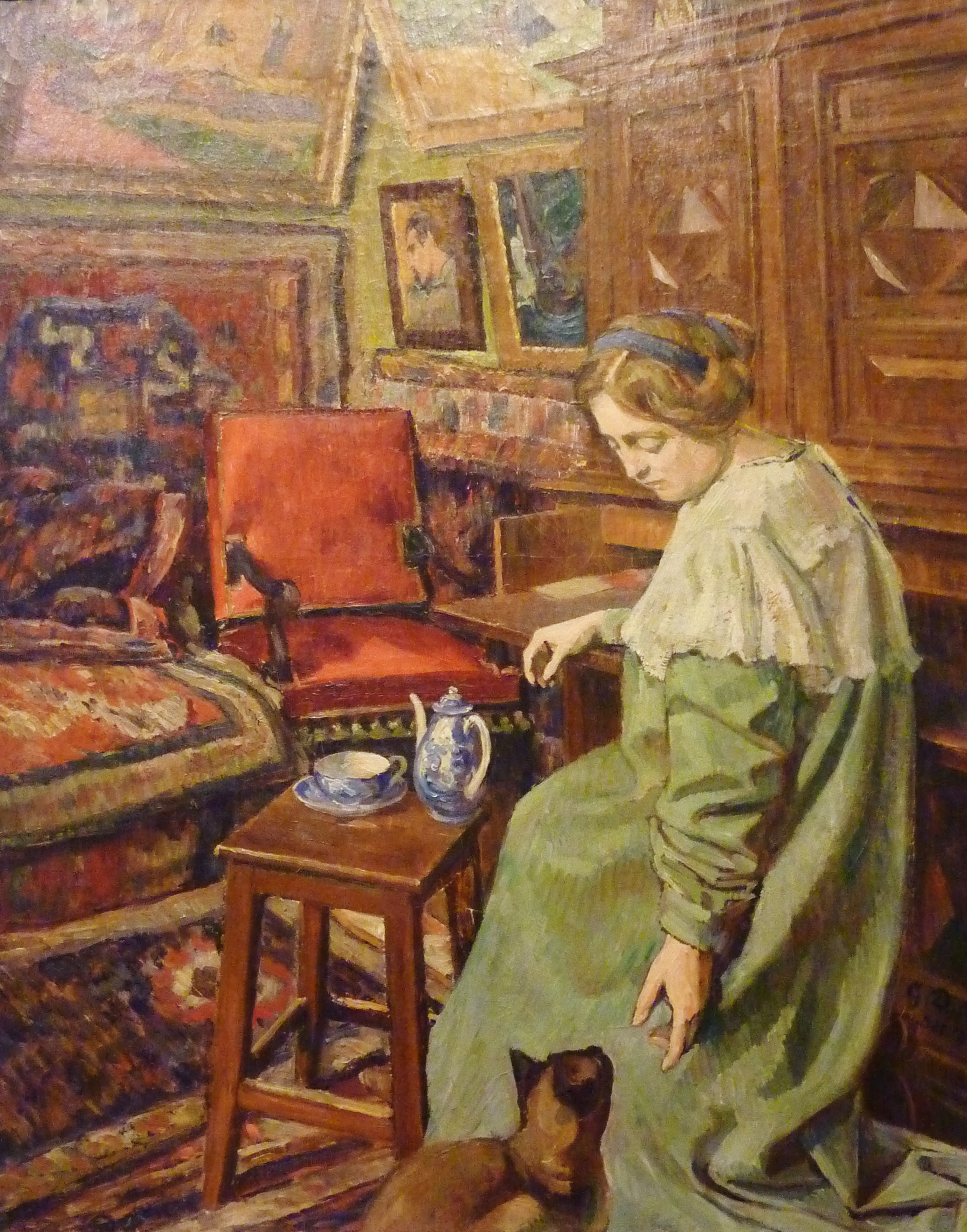
Intérieur d'atelier à la chatte siamoise (1909), huile sur toile, Paris, musée d'Orsay.
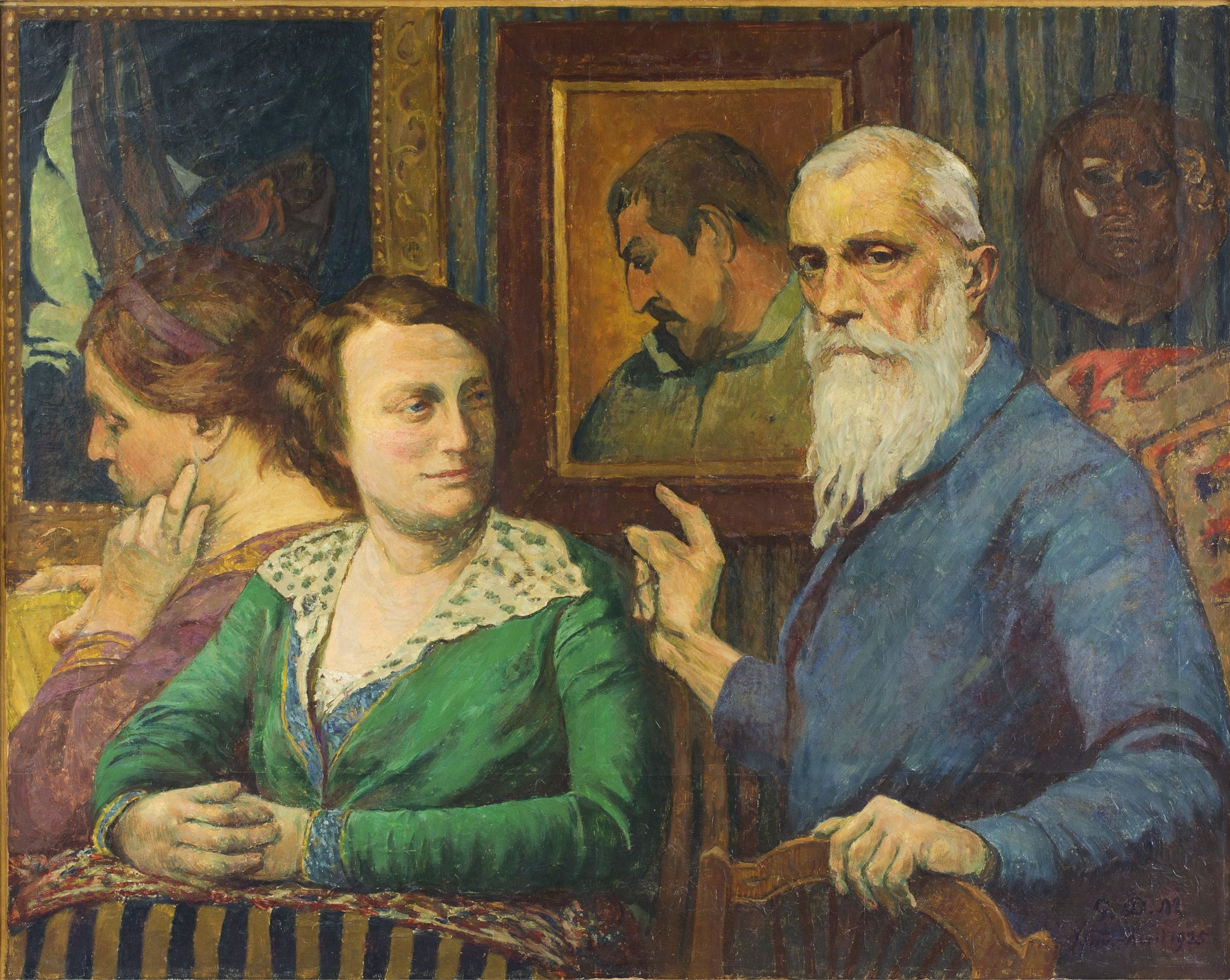
Hommage à Gauguin (1925), Perpignan, musée Hyacinthe-Rigaud.
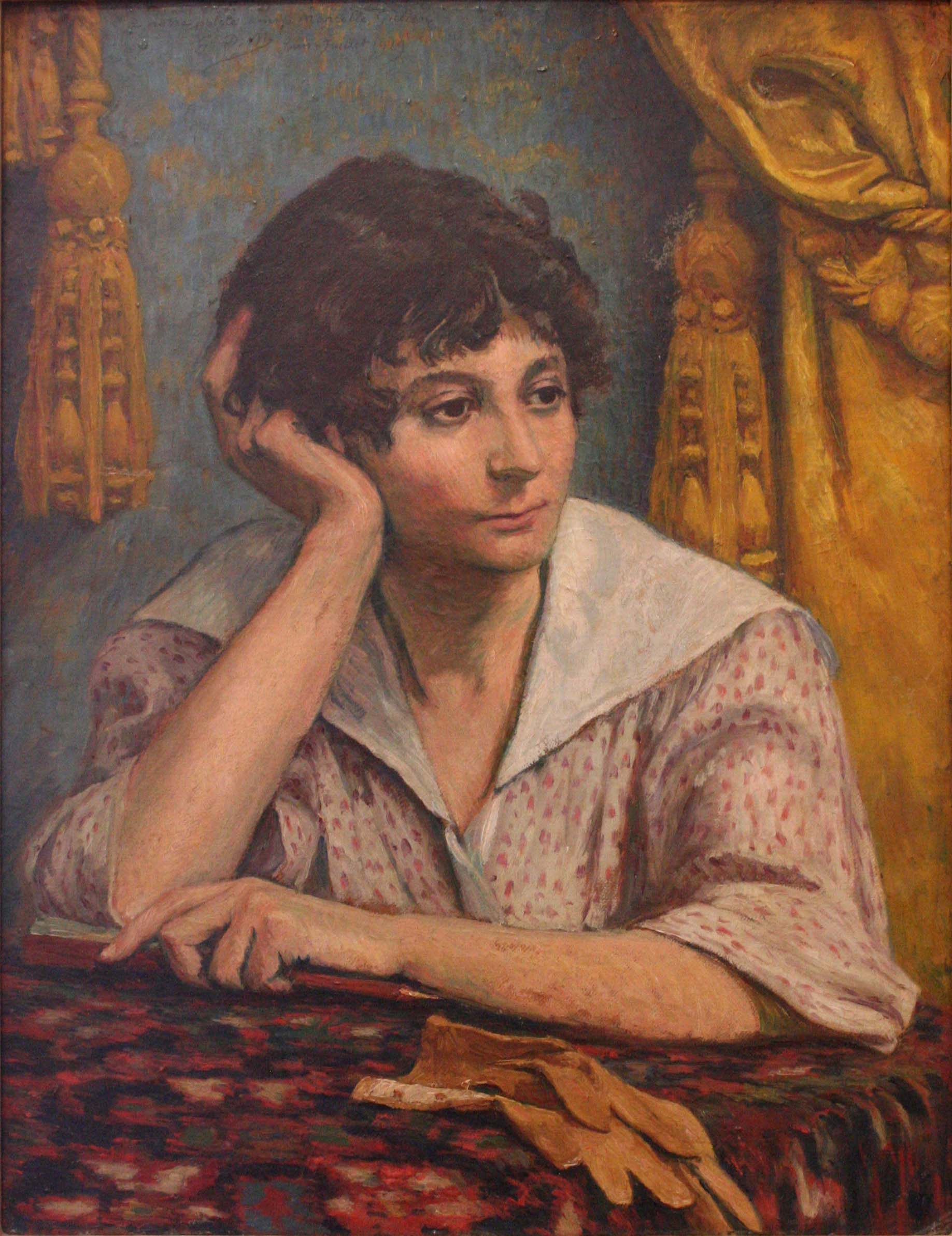
Portrait de Mlle Marcelle Galien (1929), musée des Beaux-Arts de Béziers.
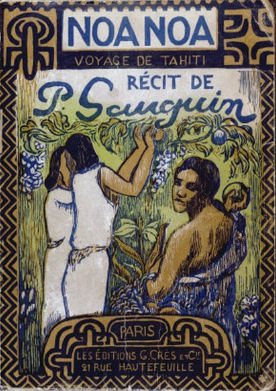
Noa Noa (1929), illustration de couverture par Monfreid d'après Paul Gauguin pour les Éditions Crès.

### Iconographie
- Gustave Violet (1873-1952), Buste de Daniel Monfreid, 1902, Saint-Germain-en-Laye, musée départemental Maurice-Denis.